# Potemkine (cuirassé)
Pour les articles homonymes, voir Potemkine.
Le Potemkine (en russe : Потёмкин, Potiomkine), de son nom complet Kniaz Potiomkine Tavritcheski (Князь Потёмкин Таврический) était un cuirassé pré-dreadnought de la flotte de la mer Noire russe, baptisé en l'honneur du prince Grigori Aleksandrovitch Potemkine, héros militaire du XVIIIe siècle. Le Potemkine est construit aux chantiers navals de Nikolaïev à partir de 1898. Il entre en service en 1905.
Le navire reste célèbre pour la mutinerie qui eut lieu à son bord en juin 1905, pendant la Révolution de 1905.
Après la mutinerie, les marins rebelles se rendent en Roumanie. Les autorités roumaines rendent le cuirassé au gouvernement russe, qui le rebaptise Saint-Pantéleimon (Пантелеймон). Boris Dolivo-Dobrovolski y a servi comme officier supérieur entre 1909 et 1911. En avril 1917, il est renommé en Potemkine (Князь Потёмкин Таврический, Kniaz Potyomkin Tavricheskii), puis en Борец за свободу (Borets za Svobodu, « Combattant de la Liberté ») en mai. En avril 1919, les interventionnistes le font sauter à Sébastopol. Après la guerre civile, il est renfloué, puis démantelé, les dégâts étant irréparables.

## Dans la culture
- Le cinéaste russe Sergueï Eisenstein a tourné Le Cuirassé Potemkine en 1925.

- Dans l'univers de Star Trek, un vaisseau de la classe Constitution est baptisé en l'honneur du Potemkine.

- Potemkin, personnage de la série de jeux vidéo Guilty Gear.
- Potemkine est une chanson créée par Jean Ferrat en 1965 en mémoire de la mutinerie (et reprise par le groupe Ludwig von 88 en 1994). 
  - Paroles : Georges Coulonges.
  - Musique : Jean Ferrat

- Evgueni Zamiatine a écrit en 1913 une nouvelle intitulée "Trois jours" qui évoque la mutinerie du Potemkine et son départ en Roumanie.

### Sources et bibliographie
- Richard Hough, La Mutinerie du cuirassé « Potemkine », Éd. Robert Laffont, coll. « Ce jour-là », 1962, 241 pages, illustré ; republié dans la collection « Le Livre de Poche » no 2204, 1967.

Cette édition française, traduite par Hugo Mathieu, de l'ouvrage en langue anglaise The « Potemkine » mutiny, comporte des annexes insérées par l'éditeur français de la page 211 à 241.
- (en) Neal Bascomb, Red mutiny : eleven fateful days on the battleship « Potemkin », 2007,  (ISBN 978-0-618-59206-7)